# Muzeul Drents
Muzeul Drents (în neerlandeză Drents Museum, pronunție: [ˈdrɛnts myˈzeːjʏm]) este un muzeu de artă și istorie din Assen, Drenthe, Țările de Jos. Deschis în 1854, are o colecție de artefacte preistorice, artă aplicată și artă vizuală, precum și expoziții temporare. În 2023, a avut 179.345 de vizitatori.

## Expoziția „Dacia! Regatul aurului și argintului”
În 2024, Muzeul Național de Istorie a României, în colaborare cu Drents Museum din Assen, Olanda, a organizat expoziția „Dacia! Rijk van goud en zilver” („Dacia! Regatul aurului și argintului”). Expoziția a inclus 673 de exponate, provenite din peste 50 de tezaure din colecțiile a 18 muzee din România. Printre acestea se număra și coiful dacic, alături de diadema de la Bunești-Averești, piese din tezaurele de la Agighiol, Peretu, Cucuteni-Băiceni, Stâncești, precum și brățările dacice din Sarmizegetusa Regia. Evenimentul a marcat 30 de ani de la prima expoziție de arheologie românească găzduită de un muzeu olandez și s-a desfășurat în perioada 7 iulie 2024 – 26 ianuarie 2025.
Cu o zi înainte de încheierea expoziției din Assen, în noaptea de 25 ianuarie 2025, un grup de indivizi a folosit explozibil pentru a sparge un zid exterior din beton armat al muzeului. După ce au pătruns în clădire, aceștia s-au îndreptat direct către vitrinele care găzduiau coiful dacic și brățările dacice de la Sarmizegetusa Regia. În dimineața următoare, autoritățile olandeze și cele române au confirmat furtul acestor artefacte.
Director general al Muzeului Național de Istorie a României Ernest Oberländer-Târnoveanu a declarat că „hoții au intrat țintit și au luat fix aceste piese, nimic altceva. Brățările sunt cele pe care ne-am chinuit să le recuperăm”.
Director general al Muzeului Drents, Harry Tupan a declarat că „este o zi neagră pentru Muzeul Drents din Assen și Muzeul Național de Istorie a României din București. Suntem profund șocați de evenimentele de aseară din muzeu. În cei 170 de ani de existență, un astfel de incident major nu a avut loc niciodată. De asemenea, suntem foarte întristați pentru colegii noștri din România. Poliția investighează, vom aștepta și vom vedea.”
Ulterior, Harry Tupan a făcut apel public către hoții care au furat Tezaurul Dacic să aducă înapoi obiectele furate.